# EC 1.2.2
La EC 1.2.2 è una sotto-sottoclasse della classificazione EC relativa agli enzimi. Si tratta di una sottoclasse delle ossidoreduttasi che include enzimi che utilizzano una aldeide o un chetone come donatore di elettroni ed un citocromo come accettore.

## Enzimi appartenenti alla sotto-sottoclasse
| numero EC  | nome accettato                                       |
| ---------- | ---------------------------------------------------- |
| EC 1.2.2.1 | formato deidrogenasi (citocromo)                     |
| EC 1.2.2.2 | piruvato deidrogenasi (citocromo)                    |
| EC 1.2.2.3 | formato deidrogenasi (citocromo-c-553)               |
| EC 1.2.2.4 | monossido di carbonio deidrogenasi (citocromo b-561) |